# Бондарев Сергій Анатолійович
Бондарев Сергій (24 листопада 1981, Краматорськ, Донецька область, УРСР — 18 лютого 2014, Київ, Україна) — український програміст, позапартійний. Учасник Євромайдану. Герой України.

## Біографія
Навчався в фізико-математичному класі. Сергій дуже мріяв вивчитися на архіваріуса, захоплювався історією нашої країни і знав її на відмінно, але він вступив до Донбаської Державної Машинобудівної Академії на факультет автоматизації машинобудування за спеціальністю інформаційні технології програмування.
Останні роки жив і працював у Києві у компанії GlobalLogic Україна, тімлідер.
Загинув під час подій 18 лютого 2014 року на Майдані.
Помер від чотирьох кульових поранень під час першого штурму біля Будинку профспілок. 20 лютого 2014 року опізнаний родичами у морзі.
Залишилась дружина, вагітна на 8-му місяці.
Похований на кладовищі селища Чабани Києво-Святошинського району Київської області.

## Нагороди
- Звання Герой України з удостоєнням ордена «Золота Зірка» (21 листопада 2014, посмертно) — за громадянську мужність, патріотизм, героїчне відстоювання конституційних засад демократії, прав і свобод людини, самовіддане служіння Українському народу, виявлені під час Революції гідності[3]
- Медаль «За жертовність і любов до України» (УПЦ КП, червень 2015) (посмертно)[4]